# Pavel Nedvěd
Pavel Nedvěd (Cheb, 30. kolovoza 1972.) je češki umirovljeni nogometaš. Do 2006. bio je stalan član Češke nogometne reprezentacije. Prije pridruživanja Juventusu, igrao je za klubove Dukla Praha te Sparta Praha u Češkoj, te Lazio u Italiji. Osvojio je jedan talijanski  scudetto s Laziom te četiri s Juventusom (iako su Juventusu posljednja dva scudetta oduzeta zbog upetljanosti u aferu namještanja rezultata 2006.). 
Nedved je poznat po svojoj borbenosti i predanosti timskoj igri. Također je veoma prilagodljiv igrač. Može igrati sve vezne pozicije, pa čak i napadača. Iako dešnjak, Nedved jednako dobro može igrati i s ljevom nogom. To se posebno očituje u njegovoj sposobnosti pucanja izvan šesnaesterca; sposoban je uputiti opasne udarce s daljina većih od 25 metara s obje noge. 2004. Pelé ga je uvrstio u svoj popis 125 najboljih živućih nogometaša.

## Klupska karijera
Pavel Nedved počeo je svoju profesionalnu nogometnu karijeru igrajući dvije godine za tadašnjeg češkog prvoligaša Duklu iz Praga, ubrzo odlazeći u daleko uspješniji i slavniji klub, prašku Spartu. Nakon europskog prvenstva 1996, na kojem je Nedved odigrao zapaženu ulogu, PSV i S.S. Lazio, među ostalima, uključili su se u utrku za njegov potpis. Nedved je odabrao Lazio, klub u kojem je instantno postao miljenik navijača. S klubom je osvojio Talijanski kup te superkup. U svojih 137 nastupa za Lazio zabio je 33 gola. 
Njegove dobre igre u Laziu nisu prošle neprimjećeno, i 2001. Juventus je Laziu platio oko 30.000.000 € za Nedvedove usluge. Talijanski div vidio je Nedveda kao nasljednika velikog Zinadinea Zidana koji je te godine prešao u Real Madrid. Dokazao se kao više nego adekvatna zamjena za Francuza, postavši jedan od glavnih igrača momčadi koja je osvojila scudetto sezone 2001/02, 2002/03, 2004/05, te 2005/06.U 184 nastupa za Juve zabio je 42 prvenstvena gola. 2003. pomogao je odvesti Juventus do finala Lige prvaka, koje je morao propustiti zbog prikupljenih žutih kartona. Juventus je utakmicu izgubio od Milana na jedanaesterce. 
Nedved je potvrdio da će svoju karijeru završiti u Torinskom klubu. 2007. potpisao je novi jednogodišnji ugovor, zajedno sa suigračem Maurom Camoranesijem. Ugovor istječe na kraju sezone 2007/08. Nedved je najavio otvaranje vlastite nogometne akademije u Češkoj nakon završetka karijere.

## Reprezentativna karijera
Nedved je prvi put za reprezentaciju nastupio 1994, no prve važnije utakmice odigrao je na Europskom prvenstvu 1996. Češka je došla do finala, gdje je izgubila od Njemačke. Prvenstvo 2000. bilo je mnogo manje uspješno; reprezentacija je zastala već u grupi, gdje su ih pretekli Nizozemci i eventualni prvaci Francuzi. 2004. Nedved je kao kapetan reprezentacije predstavljao Češku na prvenstvu u Portugalu. Nakon eksplozivnog starta, u polufinalu su ih zaustavili Grci, no u borbi za treće mjesto pobijedili su Dansku te osvojili treće mjesto. Nažalost, Nedved se u polufinalu ozljedio te je ubrzo objavio povlačenje iz reprezentacije. 
No 2006. Česima je trebala pobjeda protiv Norveške za kvalifikaciju na Svjetsko prvenstvo. Češka javnost apelirala je na Nedveda da pomogne reprezentaciji što je on naposljetku i učinio, igrajući u obje utakmice. Česi su pobijedili te je Nedved upisan u popis reprezentativaca za svjetsko prvenstvo. Svjetsko prvenstvo 2006. prvo je pojavljivanje Češke reprezentacije na svjetskim prvenstvima nakon gašenja Čehoslovačke. Nažalost, iako su imali dobar start protiv SAD-a (3-0), nisu uspjeli proći grupu. Ubrzo nakon prvenstva, Nedved je drugi put okončao reprezentativnu karijeru. Njegova posljednja utakmica bio je poraz 1-3 od Srbije.

## Nagrade
- čehoslovački prvak: 1992/1993
- češki prvak: 1993/1994 - 1994/1995
- češki kup Republike: 1996
- talijanski kup: 1997/1998 - 1999/2000
- talijanski Superkup: 1998, 2000, 2002, 2003
- talijanski prvak: 1999/2000, 2001/2002, 2002/2003
- talijanska Serie B prvak: 2006/2007
- UEFA-in superkup: 1999

- europski nogometaš godine: 2003
- talijanski strani igrač godine: 2003
- najbolji veznjak Lige prvaka: 2002/03
- nagrada Golden Foot: 2004.